# سيمونا سبيريدون
سيمونا سبيريدون (بالرومانية: Simona Spiridon)‏ مواليد 1 فبراير 1980 في رومانيا، هي لاعبة كرة يد رومانية نمساوية. مثلت كل من منتخب رومانيا لكرة اليد للسيدات ومنتخب النمسا لكرة اليد للسيدات.

## روابط خارجية
- سيمونا سبيريدون على موقع الاتحاد الأوروبي لكرة اليد (الإنجليزية)